# 女給の文
女給の文（じょきゅうのふみ）は、落語の噺の一つ。別名『ラブレター』、10代目桂文治、4代目柳亭痴楽 が得意としていた。

## あらすじ
とあるカフェの女給からラブレターをもらった主人公。嬉しくなった彼は、ご丁寧に手紙を裏打ちした上友人に見せびらかした。呆れながらも友人は手紙を読んでみる。
友人：「何だ、仮名ばっかりだな。電報みたいな手紙だよ。エェ･･･『コナダ、コナダ』、うどん粉でももらったのか？」
男：「『イ』が抜けているんだよ。『こないだ』だ！」
実はこのラブレター、とてつもなく下手な字で書かれているのだ。悪筆に悩まされ、何度も脱線しながらも何とか手紙を読み終わり、さて最終行を読むと「ヤダ、ベッカンコ(アカンベーの事)！？」「矢田部カンコ、彼女の名前だよ！！」
他にも、「アラ、嫌ヨ(新井ヤヨ)」と締める演者もいる。